# Peter Dunne

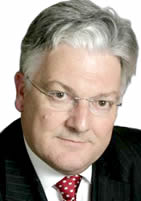
Peter Dunne

Peter Francis Dunne CNZM (* 17. März 1954 in Christchurch) ist ein neuseeländischer Politiker. Er war Parteigründer der Future New Zealand, Minister in der vierten Labour-Regierung unter Geoffrey Palmer und Mike Moore, Minister in der nachfolgenden Regierung unter Jim Bolger der National Party und von 2000 bis 2017 Parteiführer der United Future New Zealand.

## Leben und Wirken

### Ausbildung, Beruf und Familie
Peter Dunne wurde am 17. März 1954 in Christchurch geboren. Er besucht das St Bede's College in Christchurch. Sein anschließendes Studium in Politikwissenschaft schloss er 1977 an der University of Canterbury mit dem Master of Arts ab. Ein Studium der Betriebswirtschaftslehre an der Massey University blieb ohne Abschluss. 1975 wurde er zum Präsidenten der Studentenvereinigung der University of Canterbury gewählt. 1976 heiratete Dunne seine Frau Jennifer. Aus der Ehe gingen zwei Söhne hervor.
Nach seinem Universitätsabschluss arbeitete Dunne für die Regierung in Wellington und hatte nacheinander folgende Positionen inne:
- 1977–1978 – Department of Trade and Industry
- 1978–1980 – Sekretär des Alcoholic Liquor Advisory Council
- 1980–1984 – Stellvertretender Geschäftsführer des Alcoholic Liquor Advisory Council

Von 1988 bis 2005 war Dunne assoziiertes Mitglied des New Zealand Institute of Management (NZIM) und besitzt seit 2005 dort die Vollmitgliedschaft.

### Politische Karriere
Dunnes politische Karriere begann 1972 mit dem Eintritt in die Labour Party, der er bis zu seinem Austritt im Oktober 1994 angehörte. Noch im Jahr seines Austritts gründete er die Partei Future New Zealand, die sich im Juni 1995 in United New Zealand umbenannte und unter Dunnes Führung am 16. November 2000 einen Zusammenschluss mit einer neuen Future New Zealand unternahm, die Jahre zuvor aus der Christian Democrats Party entstanden war. Dunne wurde Parteiführer der so neu entstandenen Partei United Future New Zealand und hat das Amt seit dieser Zeit inne. Mit Peter Dunne an der Spitze gewann die Partei in den Parlamentswahlen 2002 aus dem Stand acht Sitze und 6,7 % der abgegebenen Stimmen. Eine Fernsehdebatte der Parteiführer, in der Dunne erheblich punkten konnte, gab seinerzeit den Ausschlag für den Wahlerfolg. Trotzdem die Partei in den folgenden Jahren erheblich an Stimmen verlor, konnte Peter Dunne jeweils über sein gewonnenes Direktmandat seiner Partei weiterhin einen Zugang zum Parlament sichern. Durch die gemäßigte Politik, die er vertrat, war Dunne stets ein willkommener Partner für die jeweiligen Regierungen unter Labour und National. Nach dem erneuten Gewinn des Direktmandats im Wahlkreis Ohariu, in Wellington, ging Dunne mit seiner Partei erneut eine Koalition mit der National Party ein. In der Legislaturperiode 2011–2014 wurde Peter Dunne Minister für Revenue (Regierungseinkommen), stellvertretender Minister für Gesundheit und stellvertretender Minister für Naturschutz. Am 7. Juni 2013 trat er wegen eines „Leak Report“ zurück, da er die politischen Vorgaben des Premierministers nicht einhalten wollte.
Im Jänner 2014 wurde er als Minister wiedereingesetzt.

### Regierungsämter
- August 1987 – Dezember 1990 – Staatssekretär für und in unterschiedlichen Ministerien
- Februar 1990 – November 1990 – Minister für regionale Entwicklung
- Februar 1990 – November 1990 – stellvertretender Minister für Umwelt und für Justiz
- Februar 1996 – Dezember 1996 – Innenminister und Minister für Revenue (Regierungseinkommen)
- März 1999 – Oktober 1999 – Vorsitzender des Finanzausschusses
- August 2002 – August 2005 – Vorsitzender des Ausschusses für Außenpolitik, Verteidigung und des Ausschusses für Handel
- Dezember 2004 – August 2005 – Vorsitzender des Ausschusses für Verfassungsangelegenheiten
- November 2005 – Oktober 2008 – Mitglied des Ausschusses für Sonderrechte
- September 2006 – Oktober 2008 – Mitglied des Ausschusses für Geschäftsordnungsangelegenheiten
- Dezember 2008 – August 2009 – Vorsitzender des Ausschusses für Emissionsrechtehandel
- Juli 2009 – August 2011 – Mitglied des Ausschusses für Geschäftsordnungsangelegenheiten[6]

## Werke
- United Future New Zealand (Hrsg.): Home is Where My Heart Is. Wellington 2002, ISBN 0-473-08433-3 (englisch).
- In the centre of things. Dunmore Publishing, Wellington 2005, ISBN 1-877399-03-5 (englisch).